# モナハン
モナハン (Monaghan) は、アイルランド・アルスター地方モナハン県のカウンティ・タウン（県都）。

## 概要
2011年の国勢調査によると、周辺エリアを含めた人口は7,452人であった。
タウンを通過しブラックウォーター川やエルネ川と接続するアルスター運河は、1825年から1842年にかけて建設された。しかし、運河が商業的に成功することはなく、1931年に廃止された。
1858年にアルスター鉄道によってアーマーやベルファストと繋がった。